# Дербышки (станция)
Дербы́шки (тат. Дәрвишлә́р, МФА: [dærwiʃˈlær]) — узловая железнодорожная станция Казанского региона Горьковской железной дороги, расположена на территории посёлка ж/д станции Дербышки Советского района города Казани.

## История
Была открыта в 1918 году.

## Общие сведения
Станция является узловой, в её чётной горловине сходятся южная ветка, ведущая через станцию Казань-Пассажирская, и грузовой обход города Казани. Примыкающие перегоны — Ометьево — Дербышки (южная ветка) — однопутный, электрифицированный, оборудован системой трёхзначной двухсторонней автоблокировки, Восстание — Дербышки (грузовой обход) и Дербышки — Кендери — двухпутные, электрифицированные, оборудованы системой трёхзначной односторонней автоблокировки. Имеется переходной мост. На станции производится грузовая и маневровая работа, возможна постановка грузовых поездов чётного направления под обгон их пригородными поездами и поездами дальнего следования, следующими со станции Казань-Пассажирская. Осуществляется накопление грузовых вагонов с ближайших станций участка для последующей отправки их на станцию Юдино. Ответвляются подъездные пути на Казанский завод компрессорного машиностроения ОАО «Казанькомпрессормаш», ОАО «Казанский оптико-механический завод» (КОМЗ), базу пиломатериалов, предприятие строительных материалов, мотовозное депо.
Долгое время предполагается, что станция будет частью наземного метро — кольцевого движения электропоездов в Казани.